# Марія Софія Баварська
Марія Софія Амалія Баварська (нім. Marie Sophie Amalie in Bayern, 4 жовтня 1841 — 19 січня 1925) — баварська герцогиня з дому Віттельсбахів, донька герцога Баварського Максиміліана та баварської принцеси Людовіки, дружина останнього короля Обох Сицилій Франциска II.
В ході рісорджименто проявила велику хоробрість при облозі Гаети. Цей короткий «останній бій Бурбонів» приніс Марії репутацію сильної «королеви воїнів», яка залишилася з нею на все життя. Після втрати трону до 1870 року мешкала із чоловіком у Римі. Згодом жила у Баварії та Франції. Багато подорожувала. Вела епатажний спосіб життя. Останні роки провела в Мюнхені.

## Біографія

### Ранні роки
Народилась 4 жовтня 1841 року у Пеккінзі. Була шостою дитиною та третьою донькою в родині герцога Баварського Максиміліана та його дружини Людовіки. Мала старших братів Людвіга та Карла Теодора й сестер Олену й Єлизавету. Згодом з'явилися молодші сестри Матильда та Софія й брат Максиміліан.

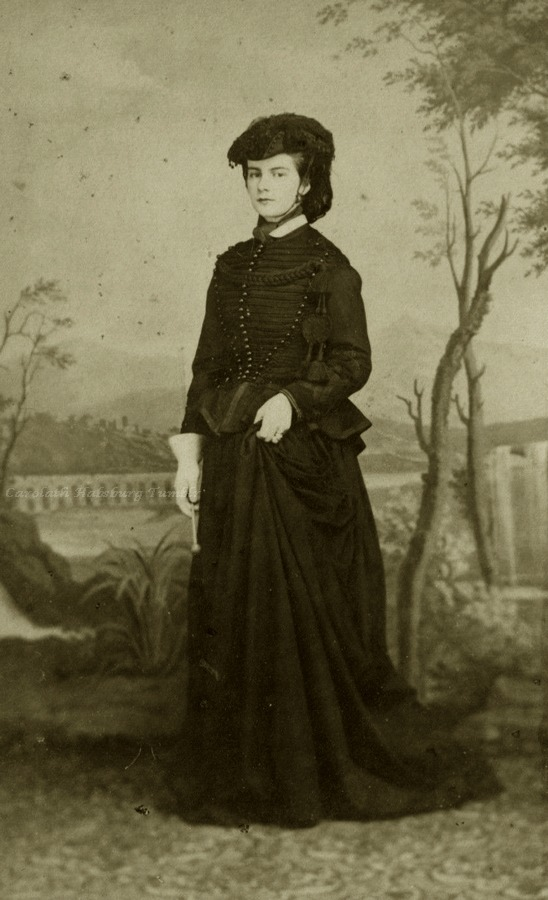
У вбранні для верхової їзди

Зростали діти в маєтку Поссенгофен, холодну пору року сімейство проводило у палаці герцога Макса в Мюнхені. Дітей виховували просто, батьки практично не обмежували їх рамками етикету. 
Марію змальовували як високу, струнку дівчину, з гарними синіми очима та чудовим каштановим волоссям, величну і, водночас, дуже красиву. Дівчина любила коней і собак і багато часу проводила на природі. На відміну від Єлизавети, була набагато менш емоційною і діяла частіше за велінням розуму, аніж серця. Характер мала комунікабельний і привітний, охоче спілкувалася з людьми, швидко встановлювала з ними добрі відносини. З усіх дітей герцога Макса Баварського мала найсильніших та найрішучіший характер.
Взимку 1857 року отримала шлюбну пропозицію від герцога Калабрійського, старшого сина та спадкоємця короля Обох Сицилій Фердинанда II. Союз був політичним, оскільки король праг заручитися підтримкою австрійського імператора, чиєю дружиною була старша сестра Марії. Герцог Максиміліан дав згоду на шлюб.
У принцеси ще не було менархе, тому із весіллям зачекали. Це також дало їй змогу вивчити італійську мову, а також познайомитися з історією та культурою майбутньою батьківщини.
Наречені не бачилися і знали одне одного лише за мініатюрами. Офіційні заручини відбулися 22 грудня 1858 року. Весілля за домовленістю пройшло у придворній каплиці Всіх Святих у Мюнхенській резиденції. Марія після цього від'їхала до Відня, де провела місяць із сестрою, і звідти попрямувала до Італії. 
До Трієсту наречена прибула 31 січня. Наступного дня в губернаторському палаці їй представили неаполітанську делегацію на чолі з герцогом Серракапріола та відвезли на королівську яхту «Блискавичний» (італ. «Fulminante»), де сестри попрощалася. Звідти Марія відпливла до Барі. Там її чекали наречений, його батько та мачуха. Фрейліною дівчини, а пізніше і вірним товаришем, стала італійська маркіза Ніна Ріццо, з якою вона познайомилася на борту.

### Королева-консорт

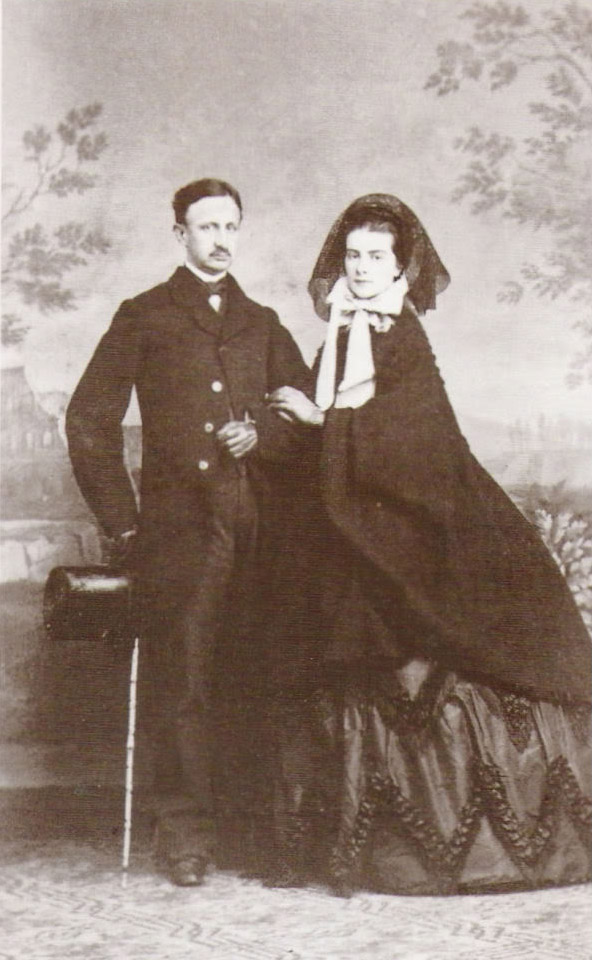
Із чоловіком, світлина роботи Фрателлі Д'Алессандрі

У Барі відбулося особисте вінчання 17-річної Марії та 23-річного Франциска, герцога Калабрійського. Церемонія пройшла 3 лютого 1859. Граф Гропелло змальовував юнака сумним, нудьгуючим і байдужим до всього, високого зросту, худорлявої статури, з боязким характером, відмічаючи, що по його обличчю ніколи не можливо дізнатися про враження його душі. Марія справила приємне враження на нареченого і на короля. 7 березня подружжя відпливло до Неаполю. По прибуттю нова герцогиня Калабрійська була вражена красою Неаполя і королівських палаців в Казерті та Портічі. Нові неаполітанські родичі зустріли її тепло та привітно. 
Ще на кораблі стан здоров'я короля Фердинанда II значно погіршав. 22 травня він помер в палаці Казерта. Франциск став королем Обох Сицилій, а Марія — королевою-консортом. Вона відчувала себе ще не зовсім затишно при неаполітанському дворі, але намагалася триматися впевнено та з гідністю. Дуже швидко вона завоювала серця своїх підданих, які ставилися до нею з великою симпатією.
Чоловік Марії був не надто рішучим у державних справах, віддаючи перевагу читанню релігійної літератури. Удова Фердинанда, Марія Тереза прагнула зберегти свій політичний вплив та стала його радником. Вона оточила себе найреакційнішими фігурами, демонструючи негативне ставлення до будь-яких ліберальних поступок. Марія ж, хоча й не була ворогом самодержавства, вважала, що королівство потребує реформ і деякого пом'якшення політичного режиму. Вона підтримала рішення короля оголосити амністію для політичних в'язнів і вітала призначення головою уряду Карло Філінджері, прихильника конституції. Проте Марія Терезія зберігала значний вплив і не збиралася йти на відпочинок. Протистояння двох королев, старої і молодою, поступово складалося на користь останньої, і Франциск II згодом став частіше прислухатися до дружини, а не до мачухи. Марія Тереза, своєю чергою організувала змову, метою якої було вцарювання її власного сина, графа ді Трані. Дії були викриті Карло Філінджері, втім, Франциск власноруч знищив надані докази, відказавши, що Марія Тереза була дружиною його батька.
У травні 1860 року Джузеппе Гарібальді висадився на Сицилії. Марія просила сестру Єлизавету та імператора Франца Йозефа про військову допомогу, однак Австрійська імперія в той час зазнала поразки у Сардинській війні і не мала змоги допомогти.

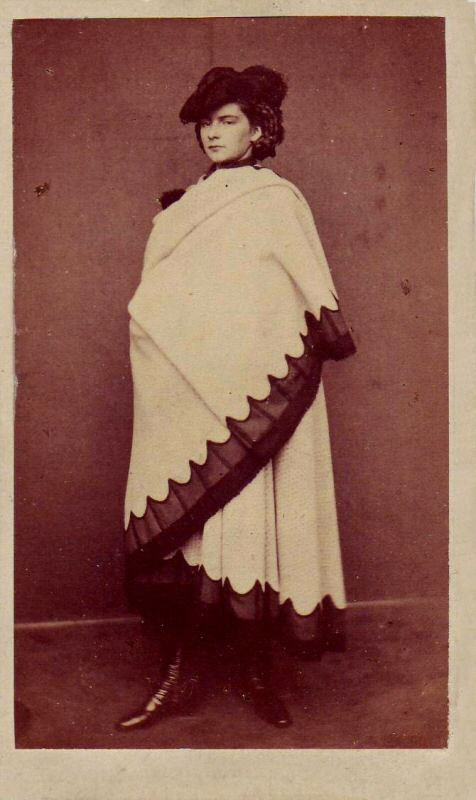
Світлина з Королівської колекції

У вересні 1860 року гарібальдійці рушили до Неаполю. Королівське подружжя знайшло притулок у генерала фон Шумахера у фортеці Гаета, яка була одним із найсильніших військових укріплень в Європі. На початку листопада почалася облога фортеці. Франциск мав намір здатися та вирушити у вигнання, Марія, навпаки, була сповнена рішучості продовжувати боротьбу. Жінка робила все, що було в її силах, до останнього дня оборони намагаючись підтримати і надихнути неаполітанських вояків. Вона розподіляла припаси, відвідувала поранених у шпиталях, регулярно обходила бастіони та батареї фортеці, не залишаючи їх навіть у небезпечні моменти, особисто нагороджувала солдат медалями та кольоровими кокардами і стрічками власного виготовлення. Зрештою, сама озброїлася гвинтівкою аби захищати мури Гаети. Часто вдягала калабрійський костюм чоловічого крою, аби й цивільне населення вважало її своєю, ближчою до народу, ніж до королівського двору. 
Захисники фортеці ставилися до неї з великою повагою. Дії Марії викликали увагу та захоплення по всій Європі. Коли генерал Енріко Чальдіні, що керував облогою, запропонував якимось чином відзначити королівську резиденцію та шпиталі, щоб вони не постраждали від артобстрілу, королева прийняла пропозицію щодо шпиталів і відхилила щодо палацу. Після того, як 5 січня 1861 року п'ємонтське ядро влучило в будівлю, де жила Марія, і проломило стелю в її вбиральні, королівська сім'я переселилася до каземату бастіону «Фердинандо».
Правителі залишалася у своєму королівстві до останньої хвилини. Гаета капітулювала у лютому 1861 року. Від імені Кавура королівському подружжю був дозволений почесний відступ, оскільки вороги були вражені хоробрістю 19-річної королеви. У супроводі генерала Фелікса фон Шумахера вони відпливли на французькому кораблі «Мует» у вигнання до Риму, де знайшли притулок у Ватикані, прибувши до Квірінальського палацу 15 лютого. Гаета згодом була взята штурмом і захоплена. Королівство Обох Сицилій перестало існувати у березні 1861 року після падіння останньої фортеці, увійшовши до складу об'єднаного Італійського королівства, очолюваного представником Савойської династії Віктором Емануїлом II.

### У вигнанні
У Римі Франциск створив уряд королівства Обох Сицилій у вигнанні, який був визнаний тільки Святим Престолом і Австрією. Перший час пара провела у Квіринальському палаці, після чого перебралися до Палаццо Фарнезе. Подружжя запрошували жити до Мадриду, Мюнхена та Відня, проте король відмовився, оскільки не хотів залишати Італію. 

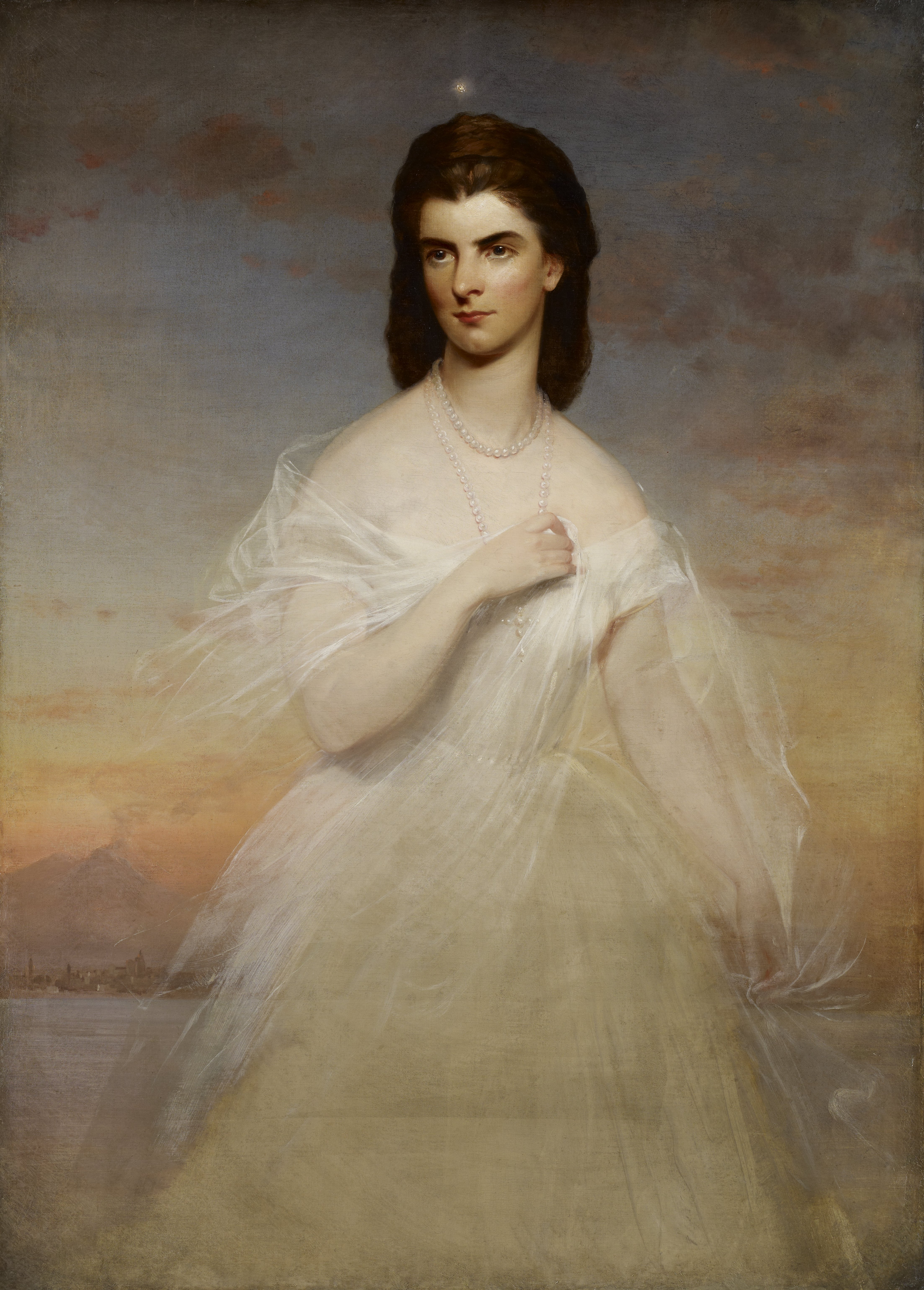
Портрет королеви, приписуваний Ф. К. Вінтерхальтеру, бл.1860

Імператор Франц Йосиф I протягом 1860-х років неодноразово виділяв вигнанцям великі грошові суми, що було вельми до речі, через те, що більша частина їхньої власності була конфіскована новою італійською владою.
Марія після втрати трону подорожувала Європою, зазвичай у супроводі своєї сестри Матильди, епатуючи публіку. Так, вона купалася голою в морі в Остії, палила сигарили на публіці. 
Під час перебування в Римі завагітніла від свого коханця. Аби уникнути публічного скандалу, знайшла привід терміново відвідати будинок батьків у Посенгофені. На сімейній нараді було вирішено, що Марія має усамітнитися в монастирі урсулінок в Аугсбурзі, де 24 листопада 1862 року вона народила дочку, яку незабаром передали прийомним батькам. Графиня Ларіш багато років потому свідчила, що батьком дитини був офіцер швейцарської гвардії, бельгійський граф Арман де Лавасс. Втім, дослідники не знайшли такого прізвища у Бельгії чи в архівах Ватикана. 
За порадою родини, Марія все розповіла чоловікові, повернувшись до нього у квітні 1863 року. Шлюб між ними не був консумований через фімоз Франциска. Згодом він зробив операцію, і між парою почало налагоджуватися взаєморозуміння. У грудні 1869 року Марія народила законну доньку: Марія Крістіна Пія (1869—1870), яка прожила 3 місяці. Більше дітей у пари не було.
25 травня 1870 року Франциск і Марія залишили столицю Папської області: чоловік попрямував до Баварії, дружина — до Відня. Вони не планували довгої мандрівки, однак 19 липня спалахнула Франко-прусська війна, і Наполеон III був змушений відкликати свої війська, які захищали володіння Папи Римського. 21 вересня італійські солдати повністю зайняли Рим, і Папська держава перестала існувати. Франциск II і Марія Софія більше жодного разу не були у «вічному місті». Деякий час вони мешкали в Австрії та Баварії, а після завершення Франко-прусської війни влаштувалися у Парижі, де жили дуже скромно, закрито і спілкувалися тільки з вузьким колом близьких людей.

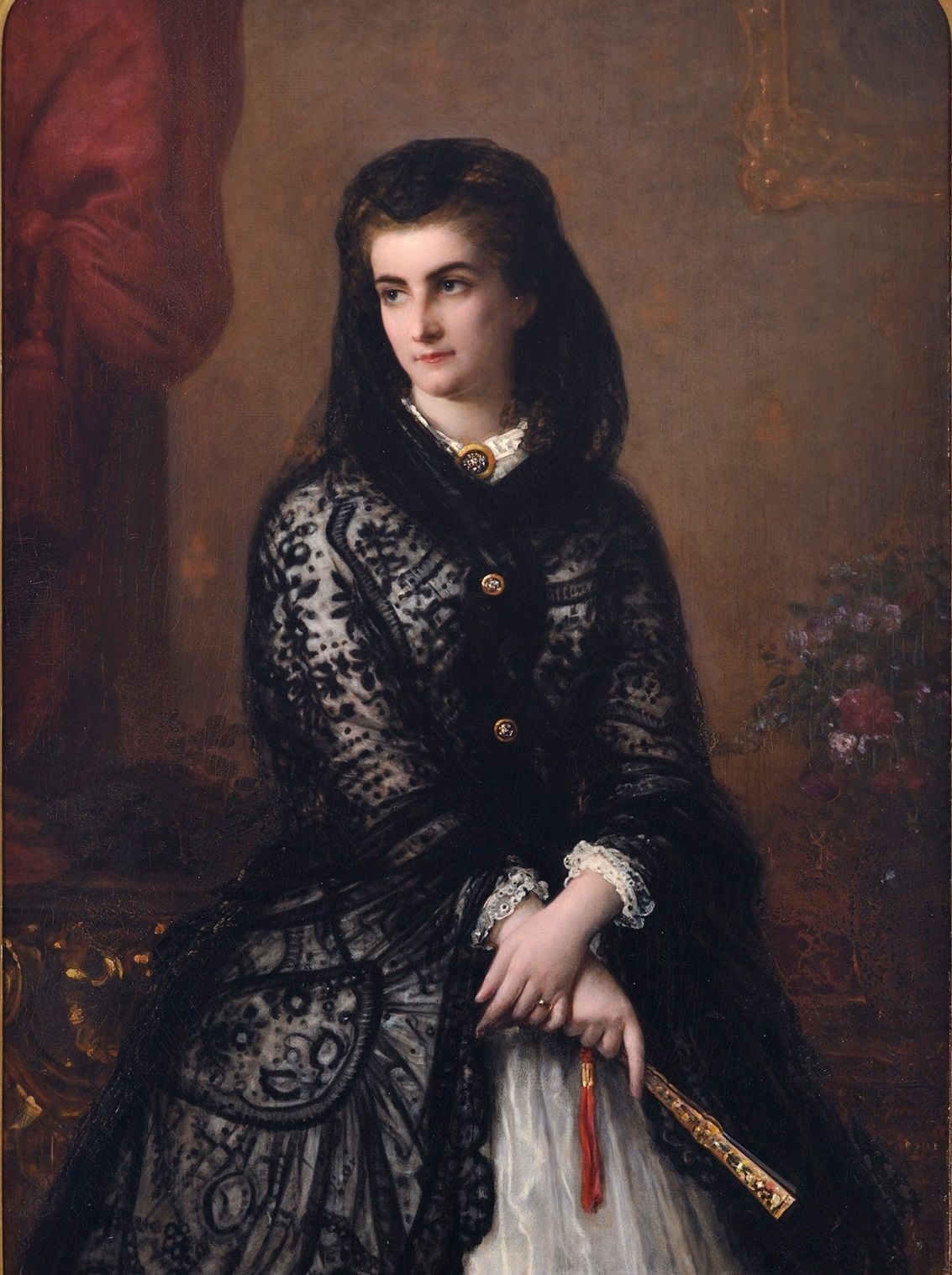
Портрет Марії пензля Августа Ріделя, 1860-ті, музей Сан-Мартіно

Наприкінці грудня 1894 року Франциск помер. Втрату чоловіка Марія переживала важко. У їхніх почуттях не було любові, але за довгі роки спільного життя вони стали справжніми друзями. Королева стала жити ще скромніше і незабаром переїхала в Неї-сюр-Сен, західне передмістя Парижа, де придбала будинок на бульварі Майо. Після похорону сестри Софії Шарлотти Баварської в травні 1897 року дуже рідко з'являлася на публіці. Крім того, майже перестала фотографуватися. 
Втім, вона не припиняла сподіватися на відновлення втраченого королівства. Діючи за принципом «ворог мого ворога — мій друг», встановлювала зв'язки з італійськими соціалістами, анархістами й іншими революціонерами. Була особисто знайома з видатним анархо-комуністом Ерріко Малатеста і отримала в Італії прізвисько «королева анархістів» (італ. Regina degli Anarchici). Жодних реальних результатів це не мало. Деякі італійці стверджували, що Марія Софія мала відношення до замахів на короля Умберто I, які зробили Джованні Пассананте в 1878 році і Гаетано Бреши у 1900-му (так стверджував, наприклад, італійський прем'єр-міністр Джованні Джолітті), але ніяких підтверджень цьому немає.
Влітку 1914 року повернулася із Франції на батьківщину, до Баварії, де в той час правил її двоюрідний племінник, король Людвіг III. Оселилася в Мюнхені, в Палаці герцога Макса на вулиці Людвігштрассе, де провела дитинство та юність. Її апартаменти розмістилися у правій частині будівлі.
У Першій світовій війні узяла сторону Німецької імперії й Австро-Угорщини, але негативно сприйняла вступ Італії в конфлікт. На думку Марії Софії, ця війна не несла італійському народові нічого, крім безглуздих страждань. Італійська влада вчергове звинуватила її в причетності до актів шпигунства та саботажу, які нібито були організовані її прихильниками в надії на те, що після поразки країни їм вдасться відтворити Королівство Обох Сицилій.
Прорив італійського фронту і стрімкий наступ австро-німецьких військ при Капоретто восени 1917 року спочатку порадували королеву, але радість швидко змінилася розчаруванням: перемоги австрійців приносили горе і смерть тисячам простих італійців. Попри всю свою антипатію до Савойської династії та королівства Італія, Марія не хотіла перемоги такою ціною. Співчуваючи солдатам і офіцерам, які опинилися в полоні, вона стала відвідувати табори італійських військовополонених, де роздавала продукти, цигарки й італомовні книги, які їй вдавалося роздобути в Німеччині й Австро-Угорщині.

### Останні роки

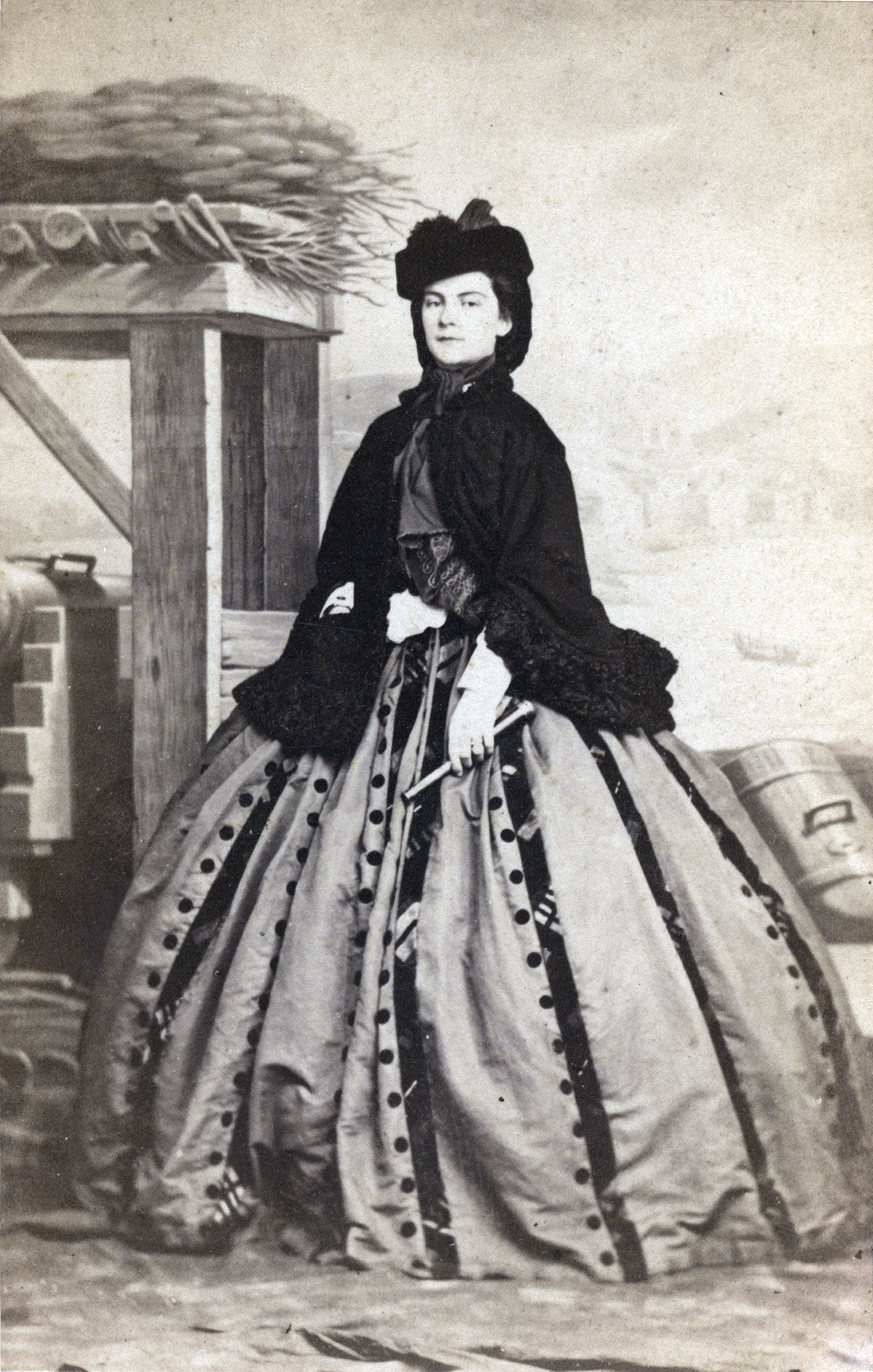
Світлина Марії роботи Фрателлі Д'Алессандрі, 1870-ті, музей Рісорджименто

Після падіння монархії у Німеччині багато королівських родин втекло за кордон. Марія залишалася у Мюнхені навіть після проголошення Баварської Радянської Республіки. З палацу вона переїхала до готелю «Кайзерхоф» на Шутценштрассе, аби бути поруч із сестрою Матільдою, яка нещодавно приїхала зі Швейцарії. До революціонерів ставилася спокійно, як і вони до неї. З вікна свого номера могла холоднокровно спостерігати за революційними подіями і барикадними боями в місті, які розгорталися за декілька сотень метрів від неї. Коли власник готелю намагався умовити колишню королеву сховатися в підвалі, вона відповіла, що їй цікаво, наскільки влучно стріляють нинішні революціонери.
Після придушення революції в Баварії у 1919 році продовжувала жити в Мюнхені. Не забуваючи, що носить титул королеви Обох Сицилій, виявляла неослабний інтерес до Італії та всього, що із нею пов'язано. На кожен день народження, 4 жовтня, їй надсилали неаполітанські макарони, сицилійські червоні апельсини, консервовані помідори та інші дари південній Італії. Королева, як і раніше, зберігала ясність розуму, вела активний для своїх років спосіб життя і намагалася бути в курсі всіх політичних подій. Своє останнє інтерв'ю дала у листопаді 1924 року італійському журналістові Джованні Ансальдо, кореспонденту відомої міланської газети «Корр'єре делла Сера». Взимку 1924—1925 років здоров'я Марії серйозно похитнулося. В ніч з 18 на 19 січня 1925 року вона померла уві сні від пневмонії.
Була скромно похована в родинній усипальниці герцозької лінії роду Віттельсбахів — у крипті церкви Святого Квірина в палаці Тегернзеє на півдні Баварії. В середині 1930-х років принцеса Марія Жозе Бельгійська порушила питання про перепоховання останньої неаполітанської королівської сім'ї у Римі. У грудні 1938 року прах Франциска II та Марії був перепохований у римській церкві Святого Духа поряд з їхньою дочкою Марією Крістіною. Влітку 1942 року їхні останки помістили у три окремих кам'яних саркофага, які були встановлені в апсиді церкви.
Проте багато неаполітанців вважали, що остання королівська сім'я повинна знайти останній притулок в базиліці Санта-К'яра, де знаходиться усипальниця династії Неаполітанських Бурбонів. Влада пішла їм назустріч, і 18 травня 1984 король Франциск II, королева Марія і принцеса Марія Крістіна були урочисто перепоховані в базиліці Санта-К'яра, поруч із іншими представниками династії. Три труни були поміщені в одній ніші, за однією надгробної плитою. Там вони спочивають і донині.

## Нагороди
- Орден Зіркового хреста (Австро-Угорщина);
- Орден Терези (Баварське королівство);
- Орден королеви Марії Луїзи № 552 (Іспанія);
- Константинівський орден Святого Георгія (Королівство Обох Сицилій);
- Золота троянда (нагорода папи римського).

## Титули
- 4 жовтня 1841—3 лютого 1859 — Її Королівська Високість Герцогиня Марія Софія Баварська;
- 3 лютого 1859—22 травня 1859 — Її Королівська Високість Герцогиня Калабрійська, Герцогиня Баварська;
- 22 травня 1859—27 грудня 1894 — Її Величність Королева Обох Сицилій;
- 27 грудня 1894—19 січня 1925 — Її Величність Королева Марія Софія Обох Сицилій.